# Нуржанов, Казбек Бейсенович
Казбек Бейсенович Нуржанов (29 июня 1919, Актогай, КазАССР — 24 июля 1944, Деречин, Барановичская область) — командир взвода разведки 61-го отдельного истребительно-противотанкового дивизиона (5-я Орловская стрелковая дивизия, 40-й стрелковый корпус, 3-я армия, 2-й Белорусский фронт), старший сержант. Герой Советского Союза.

## Биография
Происходит из подрода Керней рода Каракесек племени Аргын. Казбек Нуржанов родился 29 июня 1919 года в селе Актогай Актогайского района, ныне Карагандинской области. Казах. Окончил педагогический техникум в городе Каркаралинск. Работал учителем в родном селе Актогай.
В Красной Армии с 1939 года. На фронтах Великой Отечественной войны с апреля 1942 года. Был стрелком, бронебойщиком, командиром отделения роты противотанковых ружей, командиром взвода разведки 61-го истребителыного противотанкового дивизиона 5-й стрелковой дивизии.
Казбек Нуржанов принял участие в Сталинградской и Курской битвах, форсировал реки Зушу, Десну, Сож, Днепр, Друть, Березину. В одном из боёв Нуржанов, командуя отделением бронебойщиков, огнём противотанкового ружья поджёг фашистский танк, а его отделение уничтожило три вражеских машины. Позднее старший сержант Казбек Нуржанов был назначен командиром отделения взвода разведчики 3-й батареи. Форсировав под огнём противника реку Друть в районе отметки 149,7, он со своими бойцами добыл ценные сведения, которые вскоре помогли отразить танковые атаки. В районе совхоза «Первомайский» Нуржанов со своим взводом зашёл в тыл гитлеровцев, отрезав им пути отхода. В этом бою он лично уничтожил восемь немецких солдат, Ещё 97 военнослужащих вермахта были взяты в плен. В боях при взятии города Волковыск Нуржанов возглавил группу захвата, действующую на фланге немецкой обороны. Решительные действия группы посеяли панику в стане врага. Преследуя бегущего противника, Казбек Нуржанов взял в плен трёх немцев, в том числе офицера. Ворвавшись в числе первых в Волковыск, в уличном бою он был смертельно ранен.
Похоронен в братской могиле в агрогородке Деречин Зельвенского района Гродненской области.
За проявленные мужество и героизм Президиум Верховного Совета СССР указом от 24 марта 1945 года посмертно присвоил Казбеку Нуржанову звание Героя Советского Союза.

## Награды
- Медаль «Золотая Звезда» (24.03.1945)[4][6].
- Орден Ленина (24.03.1945).
- Орден Красной Звезды (05.03.1944)[7].
- Орден Славы III степени.
- Медаль «За отвагу» (13.08.1943)[8].

## Память
Имя Казбека Нуржанова носят
- улица в микрорайоне Южном в Волковыске[5].
- пионерской дружины СШ № 3 Волковыска[5].

Мемориальная доска
- мемориальная доска установлена на фасаде СДЮШОР № 1 Волковыска[5].

Иное
- Ежегодно в СДЮШОР № 1 Волковыска проводятся соревнования по легкой атлетике на Кубок Казбека Нуржанова.